# ガラパゴスアシカ
ガラパゴスアシカ（Zalophus wollebaeki）は、ガラパゴス諸島に住むアシカの一種。極少数はIsla de la Plataにも住んでいる。かなり社交的であり、砂浜や岩の群れで日光浴をしたり、波乗りしているのをよく見かけることができる。アシカの中で最も小さい種である。

## 特徴
カリフォルニアアシカより僅かに小さく、体長1.5ｰ2.5m、体重50-400kg、オスはメスより大きい。
成熟年齢は4-5歳。寿命は15-24年と推定されている。
- オス
- メス